# Круглоозерне (Новосибірська область)
Круглоозерне (рос. Круглоозёрное) — село у Убінському районі Новосибірської області Російської Федерації.
Входить до складу муніципального утворення Круглоозерна сільрада. Населення становить 829 осіб (2010).

## Історія
Згідно із законом від 2 червня 2004 року органом місцевого самоврядування є Круглоозерна сільрада.

## Населення
| 2002 | 2007  | 2010 |
| ---- | ----- | ---- |
| 952  | ↗1000 | ↘829 |